# গ়
Cette page contient des caractères spéciaux ou non latins. S’ils s’affichent mal (▯, ?, etc.), consultez la page d’aide Unicode.
গ়, appelé ġa et transcrit ġ, est une consonne de l’alphasyllabaire bengali utilisée dans certains ouvrages linguistiques bengalis ou dans la transcription ISO 15919. Elle est formée d’un ga ‹ গ › avec un point souscrit.

## Utilisation
Dans la transcription ISO 15919, ġa représente une consonne fricative vélaire voisée [ɣ] et est utilisée dans la transcription de mots étrangers avec cette consonne, comme par exemple le mot arabe غين [ɣaːjn] transcrit ‹ গ়েইন ›.

## Représentations informatiques
Ses caractères Unicode sont, :
| formes | représentations | chaînes de caractères | points de code       | descriptions                                                      |
| ------ | --------------- | --------------------- | -------------------- | ----------------------------------------------------------------- |
| pleine | গ়               | গ়                     | U+0997 U+09BC        | lettre bengali ga, symbole bengali noukta                         |
| morte  | গ়्               | গ়◌्                    | U+0997 U+09BC U+094D | lettre bengali ga, symbole bengali noukta, symbole bengali virama |